# Serenata in vano
La Serenata in vano és un quintet per a clarinet, fagot, trompa, violoncel i contrabaix, FS 68, compost per Carl Nielsen el 1914. Sembla que va ser escrit amb poca antelació, encarregat per Ludvig Hegner del Teatre Reial per a una gira per les províncies daneses.

## Origen i context
L'any 1914 no va ser un any agradable per a Nielsen. Georg Høeberg havia estat contractat com a director al Teatre Reial, tot i que Nielsen havia estat director adjunt durant sis anys. Això el va portar a presentar la seva renúncia al final de la temporada 1913–1914. Aparentment, va compondre el petit quintet Serenata in vano al maig, abans d'embarcar-se en la seva Quarta Simfonia. La probabilitat que fos escrit per a una gira està sostinguda per una carta d'Henrik Knudsen que informava: "Una vegada, quan vaig anar a veure'l, hi havia un programa imprès per a una gira per les províncies. Hi havia escrit: Carl Nielsen - Serenade. S'ha de fer en aproximadament una setmana. "Què és això?", vaig dir. "Serenade, no la conec." "Jo tampoc", va dir ell. Però es va compondre i assajar completament en una setmana.

## Recepció
La gira va començar el 3 de juny de 1914 a Nykøbing Falster i va acabar el 30 de juny a Skanderborg. El 4 de juny, el Nykjøbing Dagblad va informar: "Ahir al vespre la Music Society va celebrar el seu quart concert de la temporada. Va ser la gira Hegner, formada per membres de la Royal Orchestra i els senyors Dietzmann i Espersen, que van visitar la societat. El programa va ser el Divertissement de Mozart, una serenata de Carl Nielsen –es va representar ahir al vespre per primera vegada– i el Septet de Beethoven El 8 de juny es va repetir el concert a Horsens la Royal Orchestra: Carl Skjerne (clarinet), Peter Robertson (corn), Ludvig Hegner (contrabaix), el fagot Carlos Espersen i el violoncel·lista Rudolf Dietzmann Folkeblad comentaven que Nielsen difícilment podria estar a l'altura dels altres compositors. "El seu Serenato in vano és en realitat un esforç divertit; en particular, la instrumentació en la configuració peculiar de clarinet, fagot, trompa francesa, violoncel i contrabaix és hàbil. Però no es pot negar que ahir al vespre va fer un efecte una mica pesat i tens." Les altres ressenyes de la peça més tard en la gira no van ser més entusiastes.
La Serenata es va representar per primera vegada a Copenhaguen el 13 d'abril de 1915 a la sala més petita del Palau Odd Fellows. Segons el programa, els músics eren NPS Nørlund (clarinet), August Devald (fagot), KV Sørensen (corna), Dr. Carl Meyer (violoncel) i Anton Petersen (contrabaix). Les crítiques d'aquest concert es van centrar en la interpretació de les cançons de Nielsen, el tema principal, mentre que el quintet només es va esmentar breument malgrat l'afirmació de Berlingske Tidende que "va ser un èxit, i el moviment final, que era el millor, havia de ser repetit".

## Actuacions posteriors
Entre el 1917 i el 1928, els programes de concerts mostren que la serenata es va fer almenys deu vegades.

## Música
"Serenata in vano és una mica d'humor", va escriure Nielsen. "Primer els senyors juguen d'una manera una mica cavalleresca i vistosa per atreure la bella al balcó, però ella no apareix. Després toquen amb una mica languidesa (Poco adagio), però això tampoc no té cap efecte. Com que han tocat en va (in vano), se'n van a casa amb els esforços de la petita marxa final, que toquen per a la seva pròpia diversió".